# Рудно (Нижньосілезьке воєводство)
Рудно (пол. Rudno) — село в Польщі, у гміні Волув Воловського повіту Нижньосілезького воєводства.
Населення — 196 осіб (2011).
У 1975-1998 роках село належало до Вроцлавського воєводства.

## Демографія
Демографічна структура станом на 31 березня 2011 року:
|          | Загалом | Допрацездатний вік | Працездатний вік | Постпрацездатний вік |
| -------- | ------- | ------------------ | ---------------- | -------------------- |
| Чоловіки | 96      | 14                 | 71               | 11                   |
| Жінки    | 100     | 18                 | 53               | 29                   |
| Разом    | 196     | 32                 | 124              | 40                   |